# Estació de Riudecanyes-Botarell
Riudecanyes-Botarell és una estació de ferrocarril propietat d'adif situada al municipi de Riudecanyes, allunyada dels nuclis urbans de Riudecanyes i Botarell, a la comarca catalana del Baix Camp. L'estació es troba a la línia Reus-Casp i hi tenen parada trens regionals de la línia R15 de Rodalies de Catalunya i la línia Ca6, ambdues operades per Renfe Operadora.
Aquesta estació, projectada inicialment per la Companyia dels Ferrocarrils Directes, va entrar en servei l'any 1890 quan es va posar en funcionament el tram construït per la Companyia dels Ferrocarrils de Tarragona a Barcelona i França (TBF) entre Reus i Marçà-Falset. L'any 2011 hi havia uns 7 trens que feien parada a l'estació, l'edifici de viatgers es troba tancat i no hi ha personal.
El mes de maig de 2008 Adif va anunciar que es licitaria la modernització de l'estació per augmentar la seguretat, eficàcia i fiabilitat de les instal·lacions.
L'any 2016 va registrar l'entrada de 1.000 passatgers.

## Serveis ferroviaris

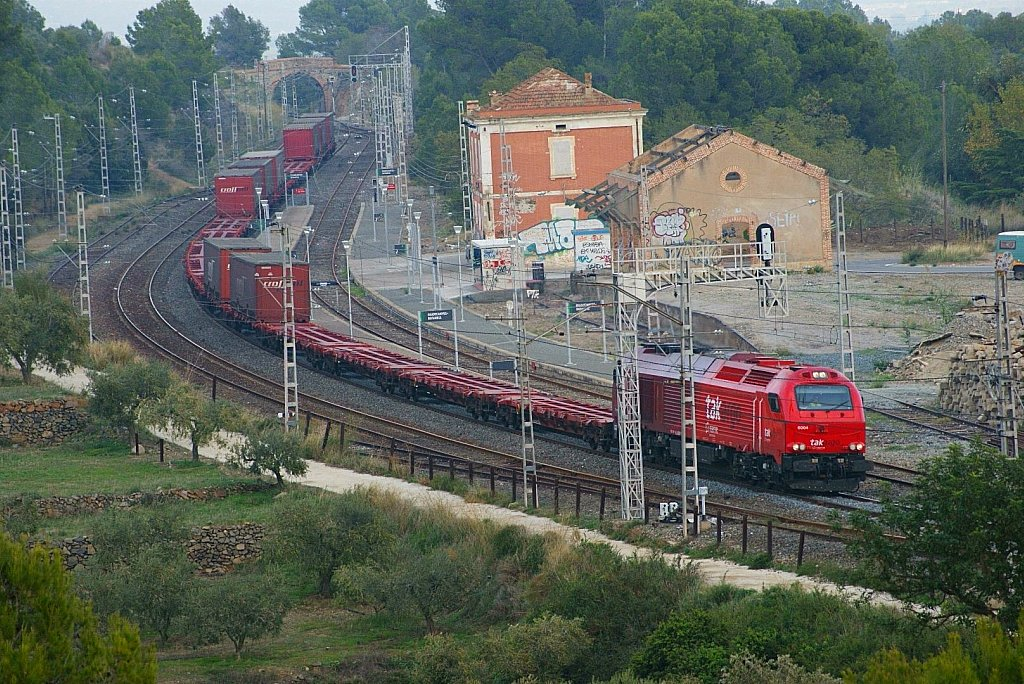
Un tren de mercaderies pasa per l'estació

| Serveis regionals de Rodalies de Catalunya |                        |       |                     |                                                          |
| Procedència/Destinació                     | <                      | Línia | >                   | Procedència/Destinació                                   |
| Móra la Nova Flix Riba-roja d'Ebre         | Duesaigües-L'Argentera |       | Les Borges del Camp | Barcelona-Estació de França Barcelona-Sant Andreu Comtal |
| Casp Saragossa-Delicias                    | Duesaigües-L'Argentera |       | Les Borges del Camp | Barcelona-Estació de França Barcelona-Sant Andreu Comtal |